# Bąków (Strumień)
Bąków (deutsch Bonkau) ist eine Ortschaft mit einem Schulzenamt der Gemeinde Strumień im Powiat Cieszyński der Woiwodschaft Schlesien, Polen.

## Geographie
Bąków liegt im Auschwitzer Becken (Kotlina Oświęcimska), etwa 25 km nordwestlich von Bielsko-Biała und 45 km südwestlich von Katowice im Powiat (Kreis) Cieszyn.
Das Dorf hat eine Fläche von 591 ha.
Nachbarorte sind Zbytków und die Stadt Strumień im Norden, Zabłocie im Westen, Pruchna und Drogomyśl im Süden, Pielgrzymowice, Golasowice und Jarząbkowice im Nordwesten.

## Geschichte
Das Dorf liegt im Olsagebiet (auch Teschener Schlesien, polnisch Śląsk Cieszyński).
Bąków absorbierte ein älteres Dorf, Rychułd (deutsch Rychuld), 1416 erstmals urkundlich als dorf Ober Reicholtowacz erwähnt. Bąków wurde 1536 erstmals urkundlich erwähnt. Der Name ist abgeleitet vom Vornamen des Besitzers Bąk.
Politisch gehörte das Dorf zum Herzogtum Teschen, der Lehnsherrschaft des Königreichs Böhmen, seit 1526 gehörte es zur Habsburgermonarchie.
Nach der Aufhebung der Patrimonialherrschaften waren Bąków und Rychułd ab 1850 eine Gemeinde in Österreichisch-Schlesien, Bezirk Bielitz und Gerichtsbezirk Schwarzwasser. In den Jahren 1880 bis 1910 hatte die Gemeinde etwa 420 Einwohner (Bąków etwa 250, Rychułd etwa 175), es waren überwiegend polnischsprachige (zwischen 98,7 % im Jahr 1880 und 89 % im Jahr 1910) und deutschsprachige (11 % im Jahr 1910). Im Jahre 1910 waren 50 % römisch-katholisch, 48 % evangelisch, es gab neun (2 %) Juden.
1920, nach dem Zusammenbruch der k.u.k. Monarchie und dem Ende des Polnisch-Tschechoslowakischen Grenzkriegs, kam Bąków zu Polen. Unterbrochen wurde dies nur durch die Besetzung Polens durch die Wehrmacht im Zweiten Weltkrieg.
Von 1975 bis 1998 gehörte Bąków zur Woiwodschaft Bielsko-Biała.

## Religion
Die katholische Pfarrei (errichtet im Jahr 1990) gehört zum Bistum Bielsko-Żywiec, Dekanat Strumień. Die evangelische Filialkirche gehört zur Pfarrei Drogomyśl, Diözese Cieszyn.

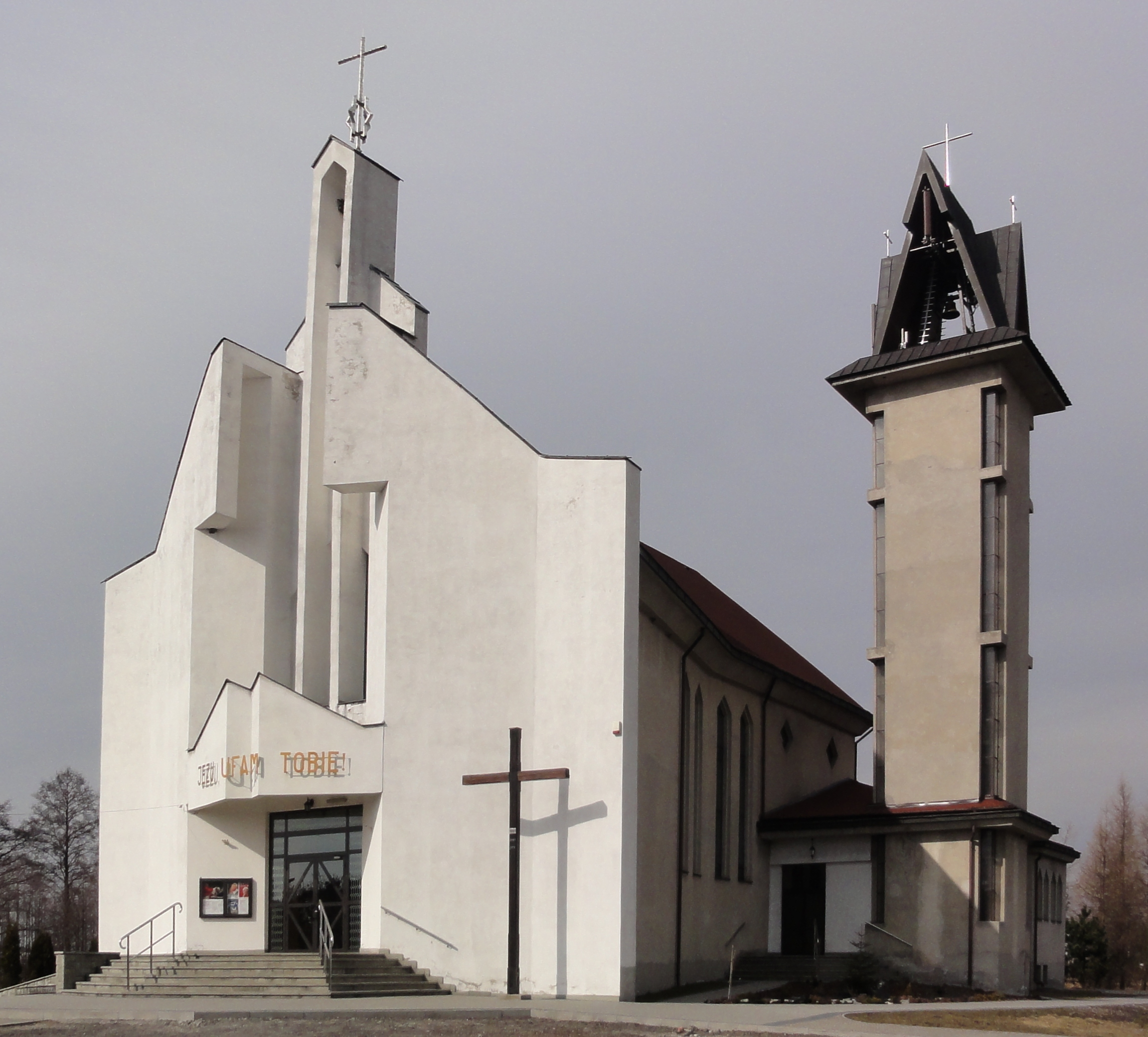
Katholische Kirche
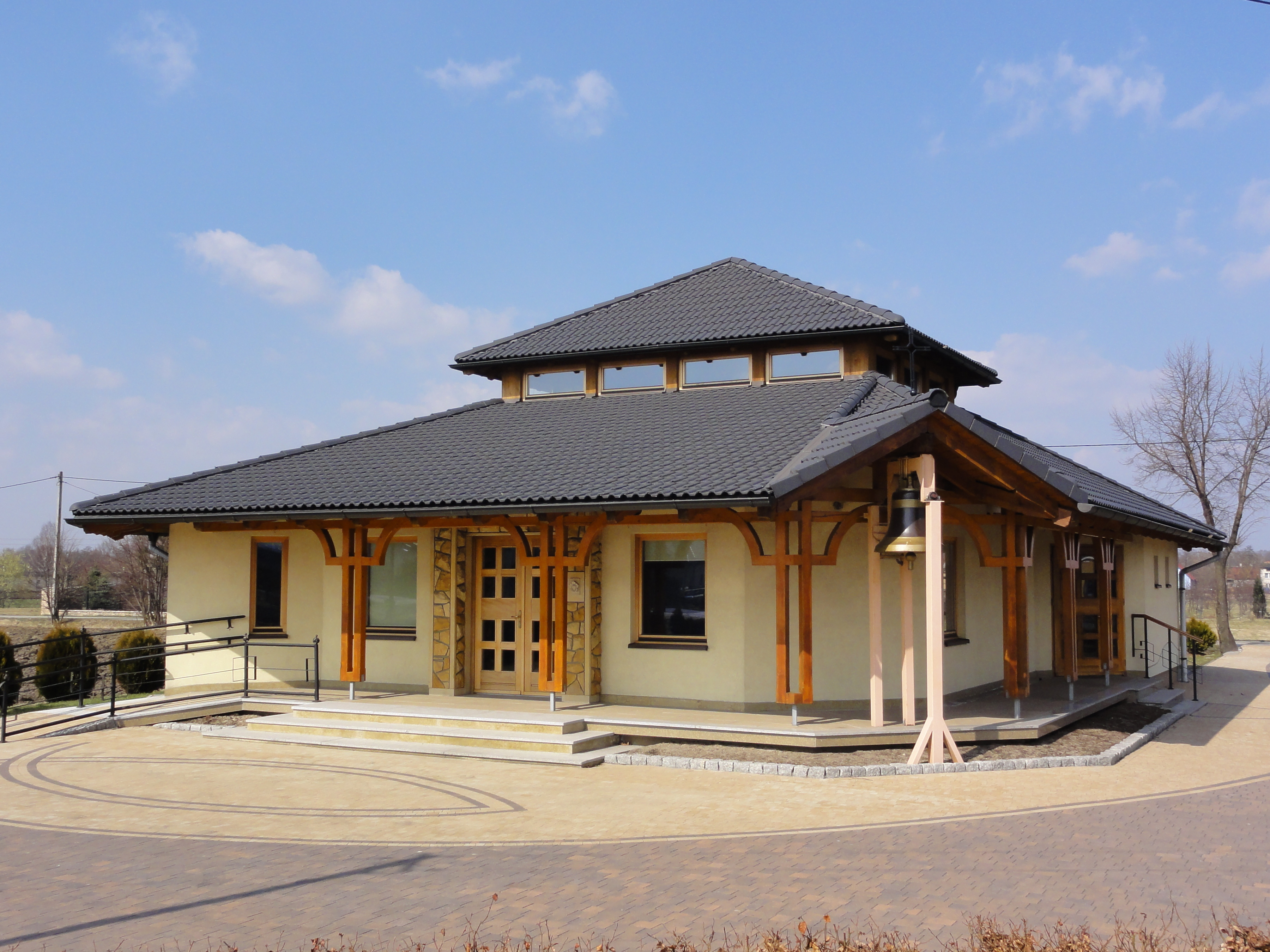
Evangelische Filialkirche